# Llista de topònims de Montgai
Llista de topònims (noms propis de lloc) del municipi de Montgai, a la Noguera
Informació actualitzada per un bot. Els canvis manuals es perdran quan s'actualitzi!

## cabana
| imatge | Nom                  | Ubicat a | instància de | Detalls | coordenades                                                          | Protecció | Commons (més fotos) | Dades a WD                    |
| ------ | -------------------- | -------- | ------------ | ------- | -------------------------------------------------------------------- | --------- | ------------------- | ----------------------------- |
|        | cobert del Sorribes  | Montgai  | cabana       |         | 41° 48′ 22″ N, 1° 00′ 07″ E / 41.8061759731918°N,1.00203134659949°E  |           |                     | Modifica les dades a Wikidata |
|        | corral del Florèncio | Montgai  | cabana       |         | 41° 48′ 28″ N, 0° 59′ 43″ E / 41.8078795739398°N,0.995393743799691°E |           |                     | Modifica les dades a Wikidata |
|        | era del Fuster       | Montgai  | cabana       |         | 41° 48′ 05″ N, 0° 59′ 46″ E / 41.80137929252°N,0.996041784328009°E   |           |                     | Modifica les dades a Wikidata |

## castell
| imatge | Nom                 | Ubicat a | instància de | Detalls                                  | coordenades | Protecció                                            | Commons (més fotos) | Dades a WD                    |
| ------ | ------------------- | -------- | ------------ | ---------------------------------------- | --- | ---------------------------------------------------- | ------------------- | ----------------------------- |
|        | castell de Butsènit | Montgai  | castell      |                                          | 41° 48′ 01″ N, 0° 59′ 37″ E / 41.8002472222°N,0.993580555556°E 306 msnm                                            | bé integrant del patrimoni cultural català           |                     | Modifica les dades a Wikidata |
|        | castell de Montgai  | Montgai  | castell      | Estil: arquitectura romànica 9th century | 41° 48′ 03″ N, 0° 57′ 42″ E / 41.8008666667°N,0.961644444444°E ca:Carrer del Reverend Bernola, 2, Montgai 281 msnm | bé d'interès cultural bé cultural d'interès nacional | Castell de Montgai  | Modifica les dades a Wikidata |

## entitat singular de població
| imatge | Nom               | Ubicat a | instància de                                   | Detalls | coordenades                                                       | Protecció | Commons (més fotos) | Dades a WD                    |
| ------ | ----------------- | -------- | ---------------------------------------------- | ------- | ----------------------------------------------------------------- | --------- | ------------------- | ----------------------------- |
|        | Butsènit d'Urgell | Montgai  | entitat singular de població                   | 211 hab | 41° 48′ 02″ N, 0° 59′ 32″ E / 41.80044444°N,0.99227222°E 296 msnm |           | Butsènit d'Urgell   | Modifica les dades a Wikidata |
|        | Montgai           | Montgai  | entitat singular de població capital municipal | 429 hab | 41° 48′ 07″ N, 0° 57′ 54″ E / 41.80183°N,0.965°E 284 msnm         |           |                     | Modifica les dades a Wikidata |

## església
| imatge | Nom                                                   | Ubicat a          | instància de | Detalls                                  | coordenades                                                                                   | Protecció                   | Commons (més fotos)                          | Dades a WD                    |
| ------ | ----------------------------------------------------- | ----------------- | ------------ | ---------------------------------------- | --------------------------------------------------------------------------------------------- | --------------------------- | -------------------------------------------- | ----------------------------- |
|        | església de la Mare de Déu de l'Assumpció             | Montgai           | església     | Estil: arquitectura barroca 18th century | 41° 48′ 01″ N, 0° 57′ 42″ E / 41.800248°N,0.961589°E ca:Plaça de l'Església, Montgai 286 msnm | bé cultural d'interès local | Mare de Déu de l'Assumpció de Montgai        | Modifica les dades a Wikidata |
|        | església de la Mare de Déu de l'Assumpció de Butsènit | Butsènit d'Urgell | església     | Estil: arquitectura barroca              | 41° 48′ 01″ N, 0° 59′ 37″ E / 41.800246°N,0.993581°E                                          | bé cultural d'interès local | Església de l'Assumpció de Butsènit d'Urgell | Modifica les dades a Wikidata |

## granja
| imatge | Nom                     | Ubicat a | instància de | Detalls | coordenades                                                          | Protecció | Commons (més fotos) | Dades a WD                    |
| ------ | ----------------------- | -------- | ------------ | ------- | -------------------------------------------------------------------- | --------- | ------------------- | ----------------------------- |
|        | Granges del Metge       | Montgai  | granja       |         | 41° 49′ 28″ N, 0° 58′ 50″ E / 41.8245148594431°N,0.980522017076554°E |           |                     | Modifica les dades a Wikidata |
|        | Granja Flix             | Montgai  | granja       |         | 41° 47′ 54″ N, 0° 59′ 49″ E / 41.7982585366127°N,0.99681306194541°E  |           |                     | Modifica les dades a Wikidata |
|        | Granja de Tomasó        | Montgai  | granja       |         | 41° 48′ 16″ N, 0° 59′ 11″ E / 41.8043618531692°N,0.986343217919417°E |           |                     | Modifica les dades a Wikidata |
|        | Granja del Bros         | Montgai  | granja       |         | 41° 48′ 07″ N, 0° 59′ 33″ E / 41.801964778902°N,0.992436616277936°E  |           |                     | Modifica les dades a Wikidata |
|        | Granja del Closa        | Montgai  | granja       |         | 41° 48′ 07″ N, 0° 59′ 30″ E / 41.8019860593305°N,0.991593386876852°E |           |                     | Modifica les dades a Wikidata |
|        | Granja del Felip        | Montgai  | granja       |         | 41° 48′ 05″ N, 0° 59′ 23″ E / 41.8014051867375°N,0.989794016475658°E |           |                     | Modifica les dades a Wikidata |
|        | Granja del Jaume Salses | Montgai  | granja       |         | 41° 48′ 25″ N, 0° 58′ 06″ E / 41.8068478630198°N,0.968461819704629°E |           |                     | Modifica les dades a Wikidata |
|        | Granja del Jordi        | Montgai  | granja       |         | 41° 48′ 32″ N, 1° 00′ 20″ E / 41.8088654825927°N,1.00546282553549°E  |           |                     | Modifica les dades a Wikidata |
|        | Granja del Mango        | Montgai  | granja       |         | 41° 47′ 46″ N, 0° 57′ 22″ E / 41.7961095905119°N,0.956127711425224°E |           |                     | Modifica les dades a Wikidata |
|        | Granja del Morell       | Montgai  | granja       |         | 41° 48′ 10″ N, 0° 59′ 51″ E / 41.8026648911684°N,0.997458161052627°E |           |                     | Modifica les dades a Wikidata |
|        | Granja del Parranda     | Montgai  | granja       |         | 41° 48′ 07″ N, 0° 59′ 47″ E / 41.8019338396297°N,0.996337451652596°E |           |                     | Modifica les dades a Wikidata |
|        | Granja del Teixidor     | Montgai  | granja       |         | 41° 48′ 11″ N, 0° 59′ 36″ E / 41.8030515107301°N,0.993293407078038°E |           |                     | Modifica les dades a Wikidata |
|        | Granja del Torres       | Montgai  | granja       |         | 41° 48′ 29″ N, 0° 57′ 51″ E / 41.807932107056°N,0.964081929257743°E  |           |                     | Modifica les dades a Wikidata |
|        | Granja del Tossales     | Montgai  | granja       |         | 41° 48′ 06″ N, 0° 59′ 27″ E / 41.8017188667922°N,0.990735099232229°E |           |                     | Modifica les dades a Wikidata |

## masia
| imatge | Nom                           | Ubicat a | instància de | Detalls | coordenades                                                          | Protecció | Commons (més fotos) | Dades a WD                    |
| ------ | ----------------------------- | -------- | ------------ | ------- | -------------------------------------------------------------------- | --------- | ------------------- | ----------------------------- |
|        | Cal Baldomar                  | Montgai  | masia        |         | 41° 47′ 52″ N, 0° 57′ 01″ E / 41.7976961163211°N,0.950143630044478°E |           |                     | Modifica les dades a Wikidata |
|        | Cal Jaume de l'Era            | Montgai  | masia        |         | 41° 48′ 03″ N, 1° 00′ 03″ E / 41.800863729713°N,1.0007558649885°E    |           |                     | Modifica les dades a Wikidata |
|        | Cal Maces                     | Montgai  | masia        |         | 41° 48′ 30″ N, 0° 58′ 18″ E / 41.808458548908°N,0.9716290868194°E    |           |                     | Modifica les dades a Wikidata |
|        | Cal Miret                     | Montgai  | masia        |         | 41° 49′ 04″ N, 0° 59′ 58″ E / 41.8176867322742°N,0.999482264675352°E |           |                     | Modifica les dades a Wikidata |
|        | Cal Sagristà                  | Montgai  | masia        |         | 41° 48′ 10″ N, 0° 57′ 49″ E / 41.8029000092156°N,0.963711678378412°E |           |                     | Modifica les dades a Wikidata |
|        | Cal Torner                    | Montgai  | masia        |         | 41° 47′ 54″ N, 0° 56′ 10″ E / 41.7982290664987°N,0.936152964006662°E |           |                     | Modifica les dades a Wikidata |
|        | Casa Tolosa                   | Montgai  | masia        |         | 41° 48′ 05″ N, 0° 59′ 29″ E / 41.8014762976344°N,0.991284324591034°E |           |                     | Modifica les dades a Wikidata |
|        | Casa del Rossendo Ricard      | Montgai  | masia        |         | 41° 48′ 21″ N, 1° 00′ 14″ E / 41.8057566562791°N,1.00381387094193°E  |           |                     | Modifica les dades a Wikidata |
|        | Mas de Baltasar               | Montgai  | masia        |         | 41° 48′ 47″ N, 0° 58′ 52″ E / 41.813128804787°N,0.98111256676624°E   |           |                     | Modifica les dades a Wikidata |
|        | Mas de Montsonís              | Montgai  | masia        |         | 41° 48′ 51″ N, 0° 59′ 19″ E / 41.8142568293328°N,0.98874195330316°E  |           |                     | Modifica les dades a Wikidata |
|        | Masia Barrap                  | Montgai  | masia        |         | 41° 48′ 31″ N, 0° 57′ 50″ E / 41.8087214457527°N,0.963900434554672°E |           |                     | Modifica les dades a Wikidata |
|        | Masia Bernaus                 | Montgai  | masia        |         | 41° 48′ 44″ N, 0° 59′ 41″ E / 41.8122559235472°N,0.9948358947839°E   |           |                     | Modifica les dades a Wikidata |
|        | Masia Collfred                | Montgai  | masia        |         | 41° 47′ 57″ N, 0° 59′ 29″ E / 41.7991202359274°N,0.991490329269916°E |           |                     | Modifica les dades a Wikidata |
|        | Masia Colom                   | Montgai  | masia        |         | 41° 47′ 58″ N, 0° 59′ 35″ E / 41.7995331684289°N,0.992957880383085°E |           |                     | Modifica les dades a Wikidata |
|        | Masia Tomasó                  | Montgai  | masia        |         | 41° 48′ 17″ N, 0° 59′ 14″ E / 41.8046271808612°N,0.987093246117041°E |           |                     | Modifica les dades a Wikidata |
|        | Masia de Cal Calcilla         | Montgai  | masia        |         | 41° 48′ 24″ N, 0° 57′ 58″ E / 41.8065467879913°N,0.9662082896832°E   |           |                     | Modifica les dades a Wikidata |
|        | Masia de l'Areny              | Montgai  | masia        |         | 41° 47′ 51″ N, 0° 57′ 16″ E / 41.7976031707018°N,0.954527619490599°E |           |                     | Modifica les dades a Wikidata |
|        | Masia del Jaumet del Jaumeric | Montgai  | masia        |         | 41° 48′ 14″ N, 0° 57′ 56″ E / 41.8037869036554°N,0.965477092272352°E |           |                     | Modifica les dades a Wikidata |
|        | Masia del Mateu de la Rosa    | Montgai  | masia        |         | 41° 48′ 11″ N, 0° 57′ 52″ E / 41.8031221819416°N,0.964559256133484°E |           |                     | Modifica les dades a Wikidata |
|        | Masia del Metge               | Montgai  | masia        |         | 41° 49′ 27″ N, 0° 58′ 46″ E / 41.8242071272166°N,0.979411896871407°E |           |                     | Modifica les dades a Wikidata |
|        | Masia del Miquel Llarg        | Montgai  | masia        |         | 41° 48′ 04″ N, 1° 00′ 00″ E / 41.8010972360504°N,1.00001057765774°E  |           |                     | Modifica les dades a Wikidata |
|        | Masia del Negre               | Montgai  | masia        |         | 41° 47′ 53″ N, 0° 56′ 53″ E / 41.7981002230977°N,0.948060576193335°E |           |                     | Modifica les dades a Wikidata |
|        | Masia del Ramon dels Raures   | Montgai  | masia        |         | 41° 48′ 15″ N, 0° 57′ 58″ E / 41.8041501013854°N,0.966151708122896°E |           |                     | Modifica les dades a Wikidata |
|        | Masia del Trepat              | Montgai  | masia        |         | 41° 48′ 10″ N, 1° 00′ 03″ E / 41.802664009499°N,1.0006998806006°E    |           |                     | Modifica les dades a Wikidata |
|        | l'Esquiveta                   | Montgai  | masia        |         | 41° 48′ 37″ N, 0° 58′ 22″ E / 41.8102769335547°N,0.972915904119539°E |           |                     | Modifica les dades a Wikidata |
|        | lo Calvari                    | Montgai  | masia        |         | 41° 47′ 52″ N, 0° 57′ 44″ E / 41.7976423119278°N,0.962301500625324°E |           |                     | Modifica les dades a Wikidata |

## Misc
| imatge | Nom                                     | Ubicat a               | instància de      | Detalls                                               | coordenades | Protecció                                  | Commons (més fotos)                     | Dades a WD                    |
| ------ | --------------------------------------- | ---------------------- | ----------------- | ----------------------------------------------------- | --- | ------------------------------------------ | --------------------------------------- | ----------------------------- |
|        | Molí de Butsènit                        | Montgai                | molí d'aigua      | Estil: arquitectura popular                           | | bé integrant del patrimoni cultural català |                                         | Modifica les dades a Wikidata |
|        | Palau dels Camarasa                     | Montgai                | casa consistorial | Estil: arquitectura popular 18th century              | 41° 48′ 00″ N, 0° 57′ 39″ E / 41.800018°N,0.960928°E ca:Plaça Prat de la Riba, 15, Montgai 283 msnm                         | bé integrant del patrimoni cultural català | Palau dels Camarasa                     | Modifica les dades a Wikidata |
|        | Pont vell de Montgai                    | Montgai                | pont              |                                                       | | bé cultural d'interès local                |                                         | Modifica les dades a Wikidata |
|        | Porta al final del carrer de l'Església | Montgai                | porta de ciutat   | Estil: arquitectura popular 12nd century              | 41° 48′ 00″ N, 0° 57′ 40″ E / 41.800002°N,0.961196°E ca:Carrer de l'Església, 2, Montgai 283 msnm                           | bé integrant del patrimoni cultural català | Porta al final del carrer de l'Església | Modifica les dades a Wikidata |
|        | Sió                                     | Segarra Noguera Urgell | curs d'aigua      | Desemboca: Segre Llarg: 77km                          | 41° 41′ 12″ N, 1° 23′ 30″ E / 41.68653°N,1.3916069444444443°E 41° 48′ 04″ N, 0° 48′ 38″ E / 41.80124°N,0.8105361111111111°E |                                            | Sió River                               | Modifica les dades a Wikidata |
|        | Tossal Roig                             | Montgai                | muntanya          |                                                       | 41° 47′ 20″ N, 0° 58′ 19″ E / 41.78888889°N,0.97182778°E 347.5 msnm                                                         |                                            |                                         | Modifica les dades a Wikidata |
|        | Trinxeres dels Tossals                  | Montgai                | trinxera          | Estil: arquitectura militar arquitectura popular 1938 | |                                            | Trinxeres dels Tossals                  | Modifica les dades a Wikidata |
|        | font Amarga                             | Montgai                | font              |                                                       | 41° 46′ 50″ N, 0° 56′ 04″ E / 41.7804992259215°N,0.934351387978234°E                                                        |                                            |                                         | Modifica les dades a Wikidata |